# Guarianthe aurantiaca
Guarianthe aurantiaca är en orkidéart som först beskrevs av James Bateman och John Lindley, och fick sitt nu gällande namn av Robert Louis Dressler och Wesley Ervin Higgins. Guarianthe aurantiaca ingår i släktet Guarianthe och familjen orkidéer. Inga underarter finns listade i Catalogue of Life.

## Bildgalleri

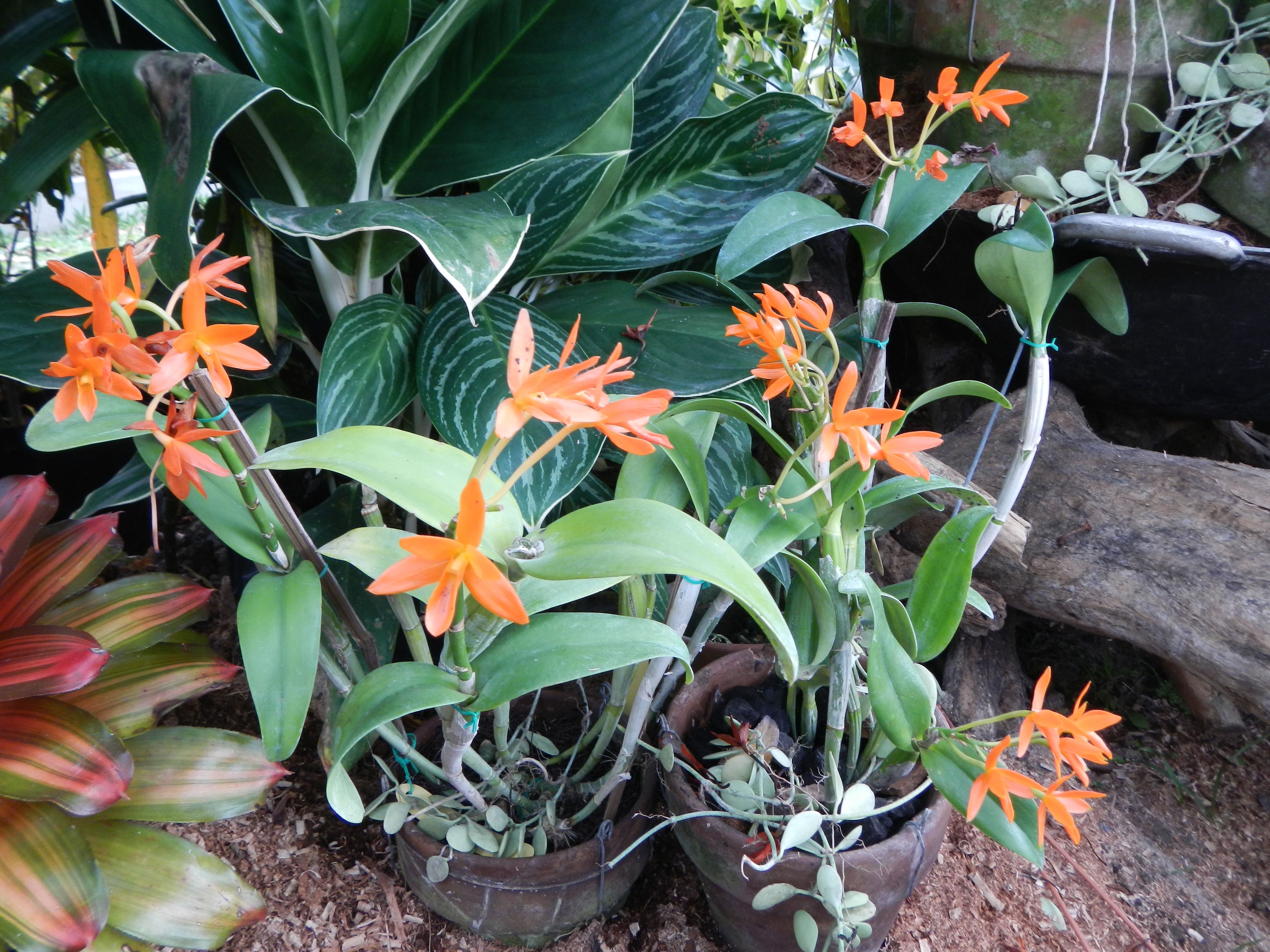
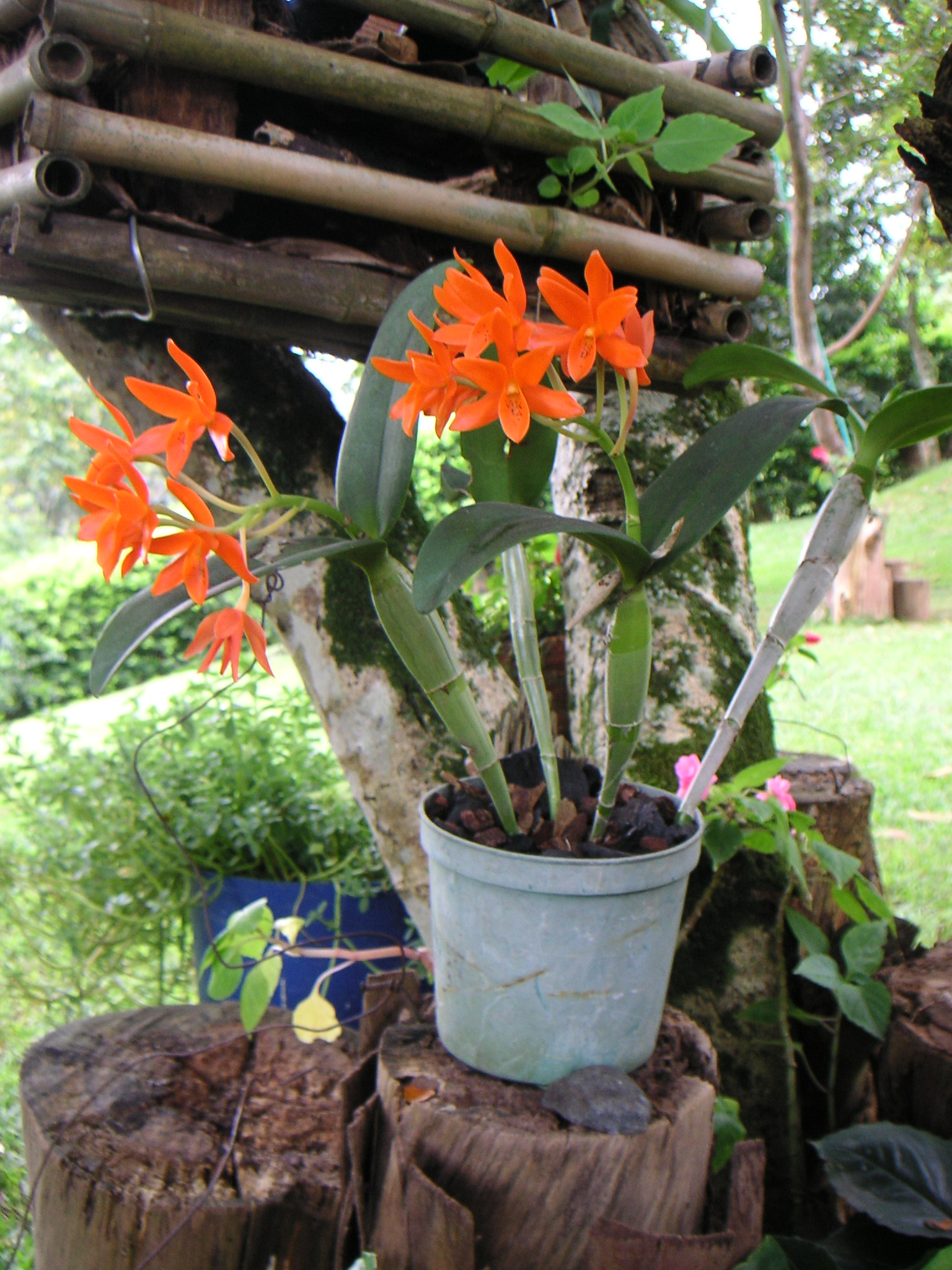
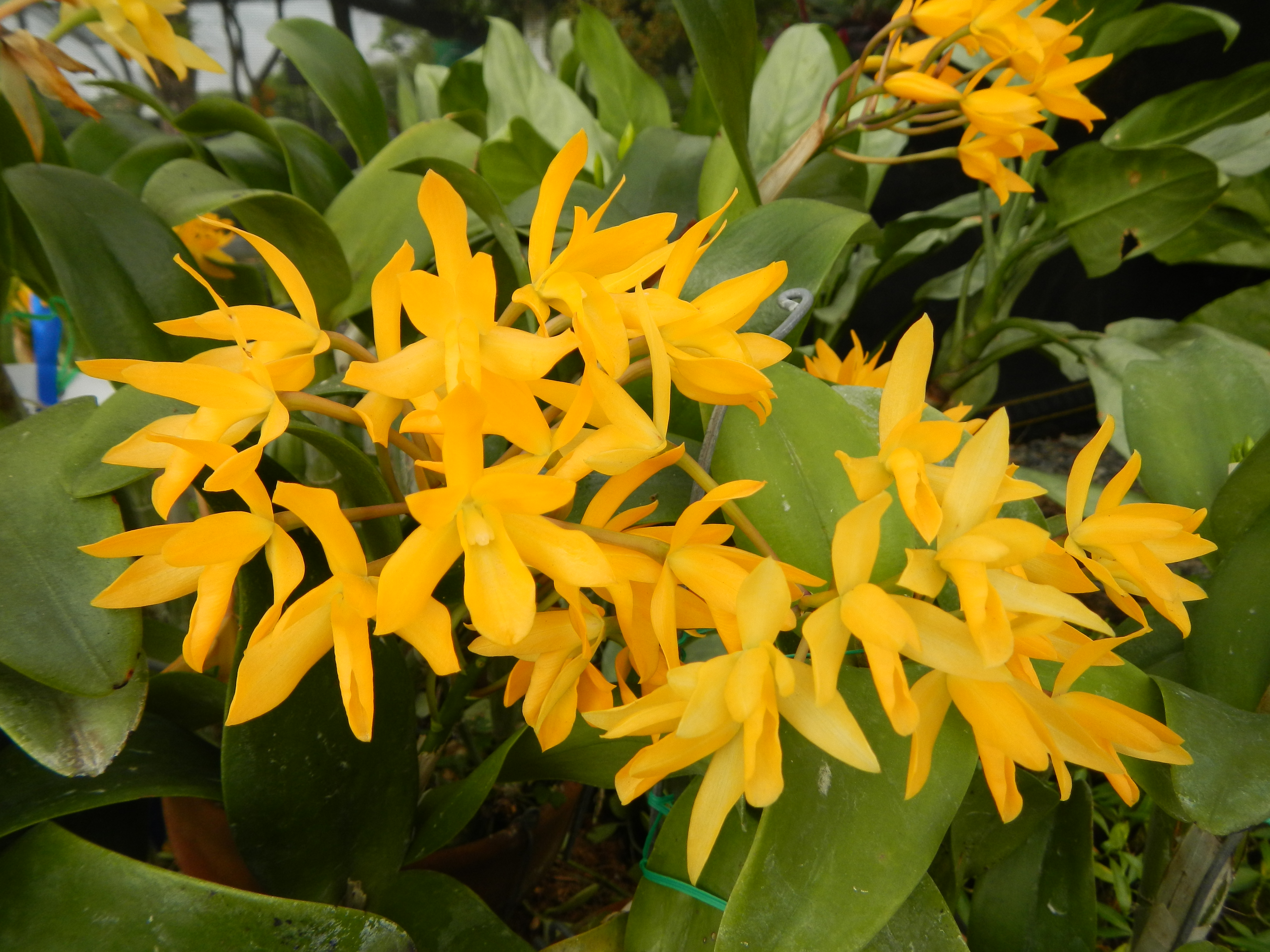
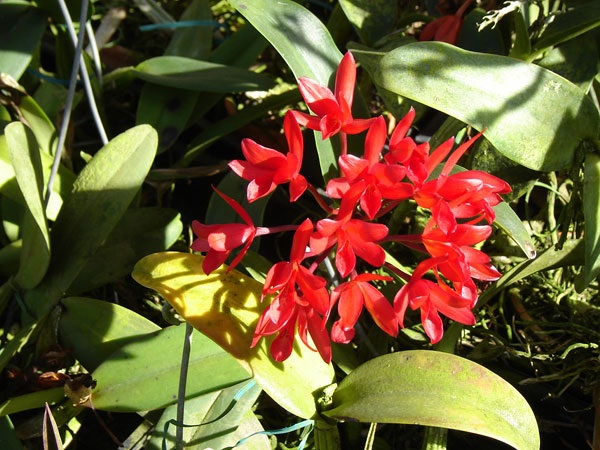
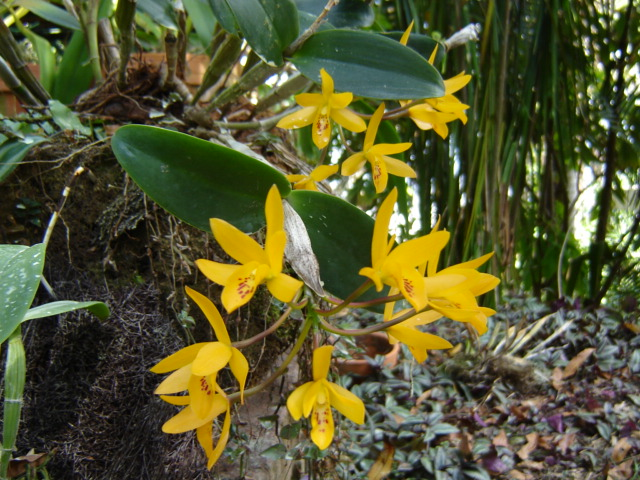
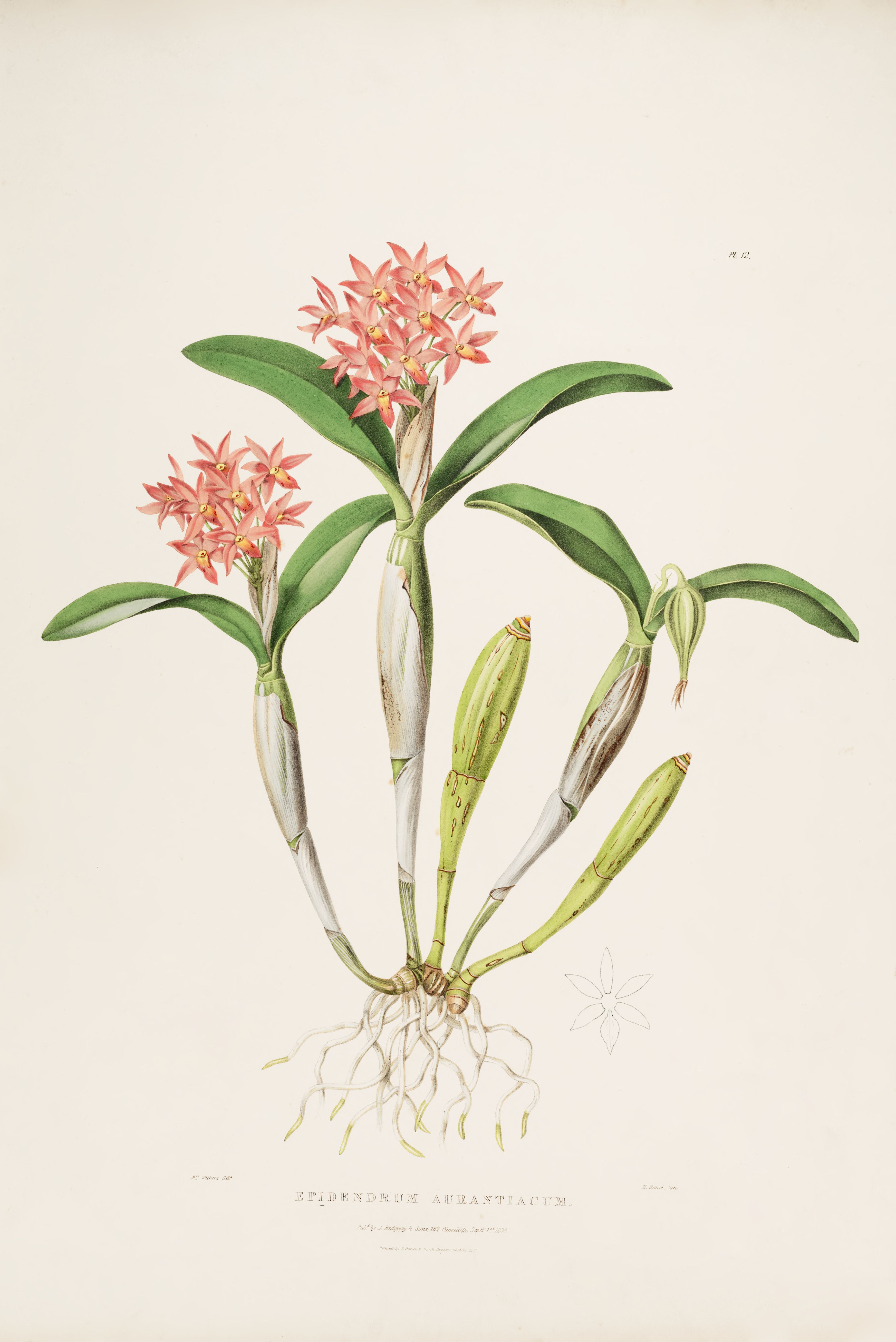
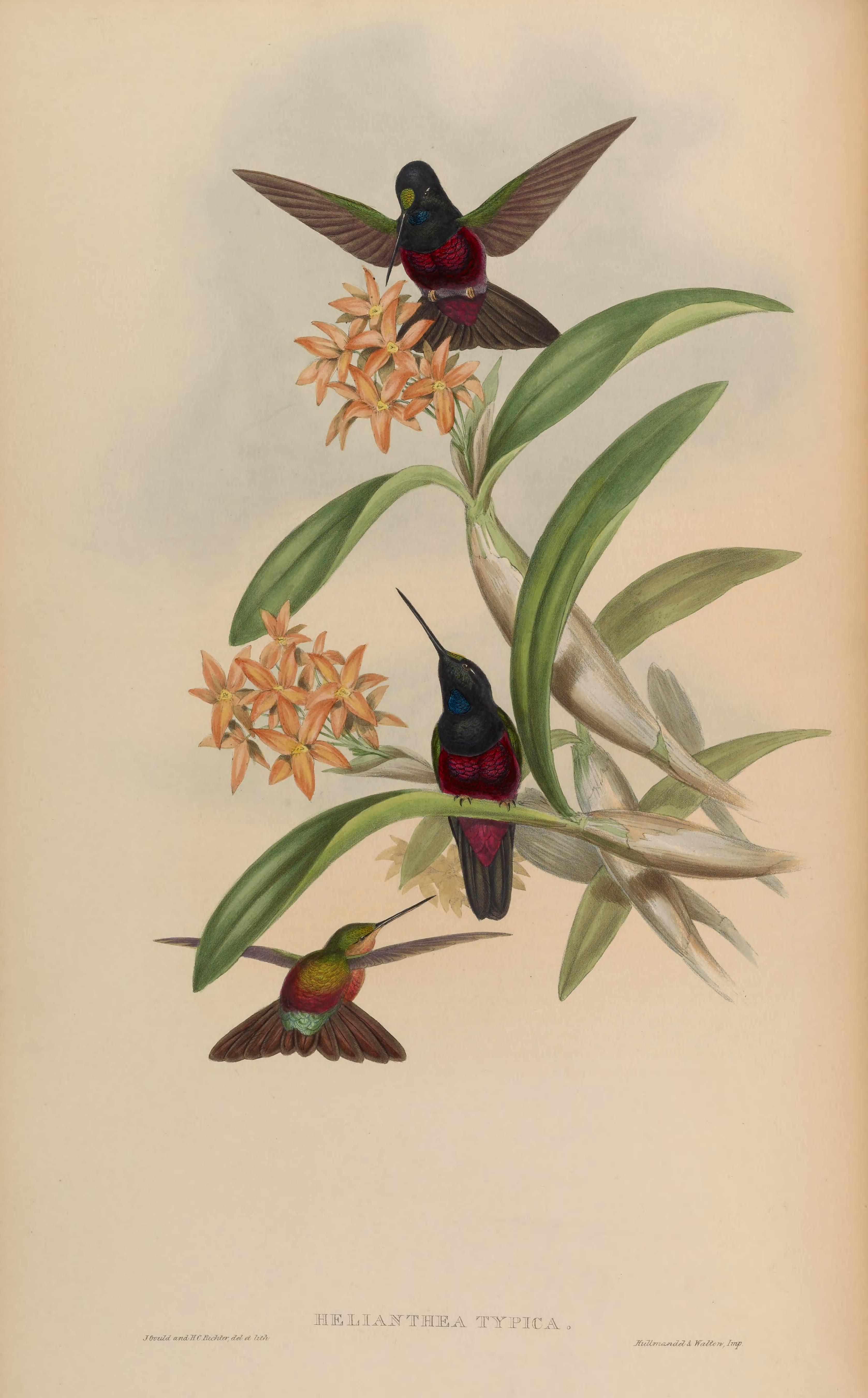